# جاك كاليس

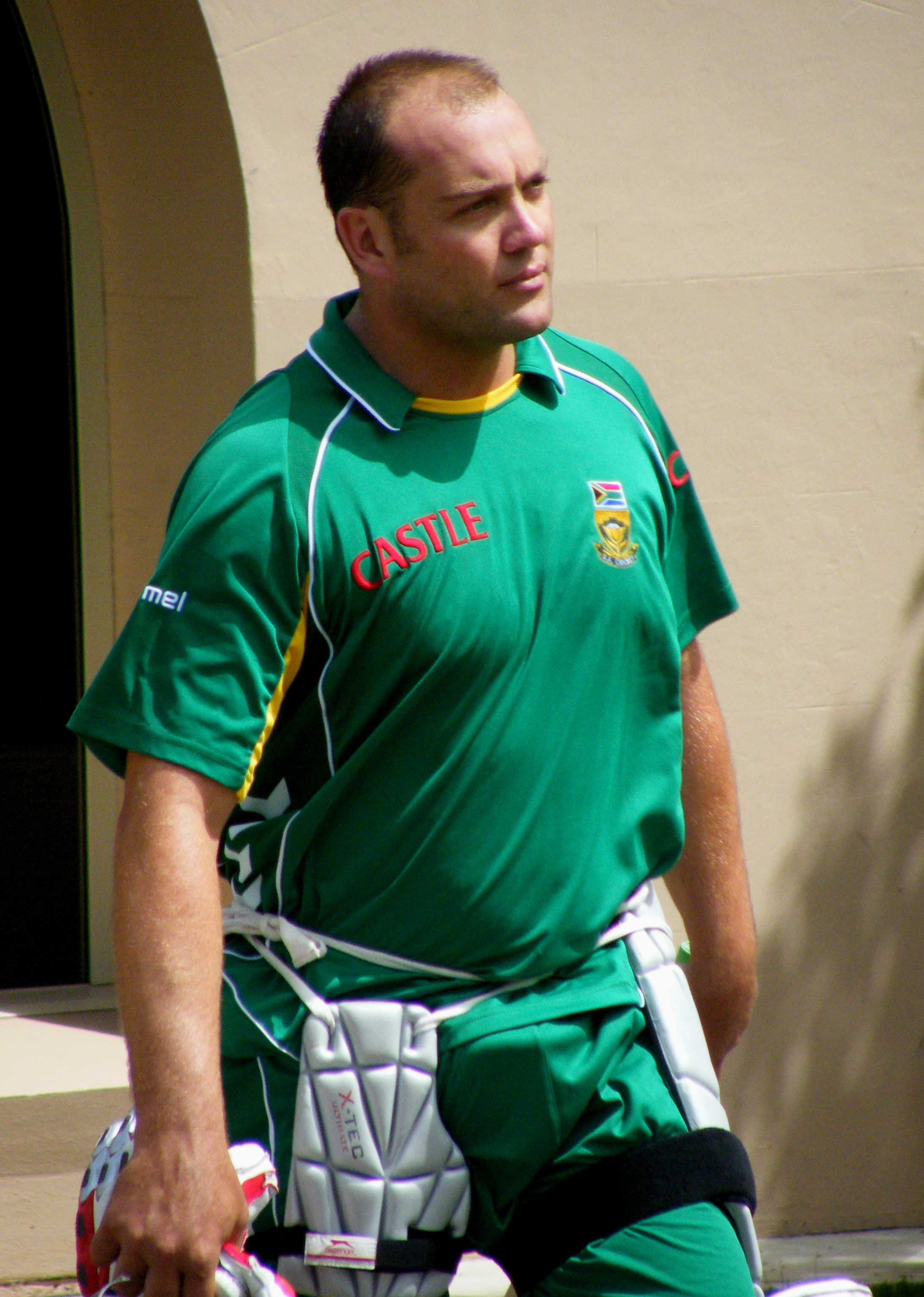
جاك كاليه في سنة 2009

جاك كاليس (بالإنجليزية: Jacques Kallis)‏ هو لاعب كريكت جنوب أفريقي سابق ولد في يوم 16 أكتوبر 1975 في مدينة كيب تاون في جنوب أفريقيا، بدأ باحترافه في سنة 1993 وتنقل في اللعب بين أستراليا وإنجلترا والهند وترينيداد وتوباغو وإعتزل اللعب في سنة 2015.

## روابط خارجية
- جاك كاليس على موقع إي آس بي آن كريك إنفو (الإنجليزية)
- جاك كاليس على موقع اتحاد ألعاب الكومنولث (مؤرشف) (الإنجليزية)